# Czynniki ekologiczne
Czynniki środowiskowe, czynniki ekologiczne – warunki środowiska, które oddziałują na rozwój osobników w populacji, tj. wpływają na możliwości występowania gatunków, organizmów, ich przeżycia i rozrodu.
Czynniki ekologiczne dzieli się na:
- Czynniki abiotyczne np. temperatura, światło, dwutlenek węgla
- Czynniki biotyczne – określają zależności wewnątrzgatunkowe i międzygatunkowe

Czynniki, które wpływają ograniczająco na liczebność populacji to opór środowiska.